# Врата Небес (кладбище)
Кладбище Врата Небес (англ. Gate of Heaven Cemetery) — римско-католическое кладбище, примерно в 40 километрах к северу от Нью-Йорка, США.
Римско-католическое кладбище «Врата Небес» было создано в 1917 году. Оно было спроектировано архитектором Чарльзом Уэлфордом Левиттом. 14 июля 1918 года кладбище освятил кардинал, архиепископ Нью-Йорка Джон Фарли.
Среди известных жителей города, похороненных на кладбище: бейсболист Бейб Рут, могила которого украшена большим количеством мячей; мэры Нью-Йорка Джон Патрик О’Брайен и Джеймс Уокер, кинозвёзды Джеймс Кэгни и Сэл Минео, киномагнаты Спирос Скурас и Джордж Скурас.
За время своего существования на кладбище было похоронено более 190 тысяч католиков и членов их семей. Похороны и места захоронений на кладбище платные. Цены зависят от мест захоронений от $ 10400 до $ 25000 в мавзолея, от $ 9000 до $ 17 700 вне помещений.
На кладбище есть два мавзолея: Богоматери Царицы Мира и Святого Франциска. В нишах мавзолеев размещают кремированные останки усопших. Рядом с кладбищем расположена железнодорожная станция Маунт-Плезент (англ.).
- В мавзолее Богоматери Царицы Мира
- Статуя у входа кладбища